# إطباق طقم الأسنان الكامل
يُعرّف الإطباق بصورة عامة على أنه العلاقة الثابتة بين الأسطح القاطعة أو الأسطح الماضغة بين الأسنان العلوية ونظائرها من الأسنان السفلية.
لذا يمكن تعريف إطباق الطقم السني الكامل (بالإنجليزية: complete denture occlusion)‏ بأنه الحركة الديناميكية بين أجزاء طقم الأسنان العلوي مع أجزاء طقم الأسنان السفلي أثناء الحركة الوظيفية. 
يُقسم إطباق الأسنان إلى نوعين الإطباق ثنائي الجانب المتوازن والإطباق غير المتوازن. يتحقق الإطباق المتوازن عند تلامس الأسنان في الإطباق المركزي والإطباق اللامركزي، أما الإطباق غير المتوازن هو عدم تلامس الأسنان.

## لمحة تاريخية
تبنى إطباق طقم الأسنان الكامل مخطط الإطباق المتوازن عند تلامس الأسنان الأمامية والخلفية أثناء الحركة الوظيفية أو ما يُعرف بالإطباق ثنائي الجانب المتوازن ولكن لاحظت مدرسة علم وظائف المضغ فشل الطقم وتآكله وزيادة مشكلات عض الخد عند استخدام الإطباق المتوازن في إعادة صنع الطقم. يجب أن يخضع الإطباق في النهاية لرضا المريض وتفضيلاته الجمالية ويستعيد هويتهم التي فقدت مع فقدانهم لأسنانهم، بشكل عام وجد أطباء الأسنان أن المرضى يفضلون إطباق الأسنان المستند على الأنياب أكثر من الإطباق المتوازن ثنائي الجانب.

## مخطط الإطباق المتوازن
يُصنف الإطباق المتوازن إلى:
1.  الإطباق ثنائي الجانب المتوازن.
2.  إطباق الشرفة اللسانية.
3.  إطباق فروش الخطي.
4.  الإطباق المرضي.
5.  مخططات إطباقية أخرى.

### الإطباق ثنائي الجانب المتوازن
دعم مفهوم جيسي الهندسي مخططات الإطباق ثنائي الجانب المتوازن للمرضى الذين يمتلكون الأسنان والمرضى عديمو الأسنان، واستندت النظرية إلى علامات الخدش الموجودة على قوالب القصارة التي أُنشئت بواسطة أسماك القرش.
الهدف من هذا الإطباق هو تحقيق تلامس الشرفات أثناء الحركة الوظيفية ما يزيد من استقرار الطقم ويمنع انزياحه.

### إطباق الشرفة اللسانية للسن
يستند هذا النوع من الإطباق على الشرفات اللسانية للأسنان العلوية مع السطح الإطباقي للأسنان السفلية خلال الإطباق المركزي واللا مركزي وخلال الحركة الوظيفية. دعم جيسي إطباق الشرفة اللسانية للسن عندما لاحظ أن نصف المرضى عديمو الأسنان في جامعة زيورخ لديهم إطباق متصالب مع ارتشاف في العظم السنخي. بالإضافة إلى تغلب إطباق الشرفة اللسانية للسن على الصعوبات التي يواجهها التقنيون في مختبرات طب الأسنان عند توزيع الأسنان على طريقة الإطباق ثنائي الجانب المتوازن.

### إطباق فروش الخطي
قدم فروش في عام 1967 مفهوم الإطباق الخطي الذي ينص على تلامس الحافة الإنسية الوحشية للأسنان الخلفية السفلية مع السطح المستوي للأسنان الخلفية العلوية لتحقيق الإطباق المتوازن وزيادة ثباتية واستقرار الطقم.

## مخطط الإطباق غير المتوازن
مرت الحيوانات الثديية بتغييرات عديدة فيما يتعلق بإطباق أسنانها وذلك يعزى لتغير النظام الغذائي مع مرور الزمن وتحوله من القاسي إلى الطري وتأثير عملية طو الطعام أيضًا ما جعل كفاءة أسنان البشر على وجه الخصوص تتلاشى مع مرور الزمن بالإضافة إلى فقدان الأسنان عند تقدم المرضى بالعمر بسبب التغيرات الفسيولوجية.
كل هذه الأسباب تدفع المرضى لطلب طقم الأسنان الكامل للحفاظ على وظيفة المضغ والصورة الجمالية، ويجب أن يوفر طبيب الأسنان طقمًا ثابتًا ومستقرًا لا يتحرك أثناء أداءه الوظيفي.
اقترح بعض العلماء مخططات أخرى لإطباق الأسنان بغض النظر عن الإطباق المتوازن المذكور فيما سبق ألا وهو مخطط الإطباق غير المتوازن للمرضى الذين يعانون من انزياح الغشاء المخاطي وإذا لم يستطع طبيب الأسنان أو تقني المختبر من تسجيل إطباق المريض بالإطباق المتوازن.